# Frag (Videospiele)
Als Frag [fræɡ] (auch: Kill, Score) bezeichnet man in Computerspielen das Töten einer virtuellen Spielfigur. Frag ist eine Ersatzbezeichnung für den Tod, da der Tod in Computerspielen meistens nicht endgültig ist und Spieler zeitnah wieder in das Spiel einsteigen können (Spawn). Üblicherweise wird dieser Begriff nur bei Ego-Shootern verwendet, insbesondere in dem Mehrspieler-Modus „Deathmatch“. In diesem Modus bestimmt normalerweise allein die Anzahl der erzielten Frags die Position eines Spielers in der Rangliste.

## Begriffsgeschichte

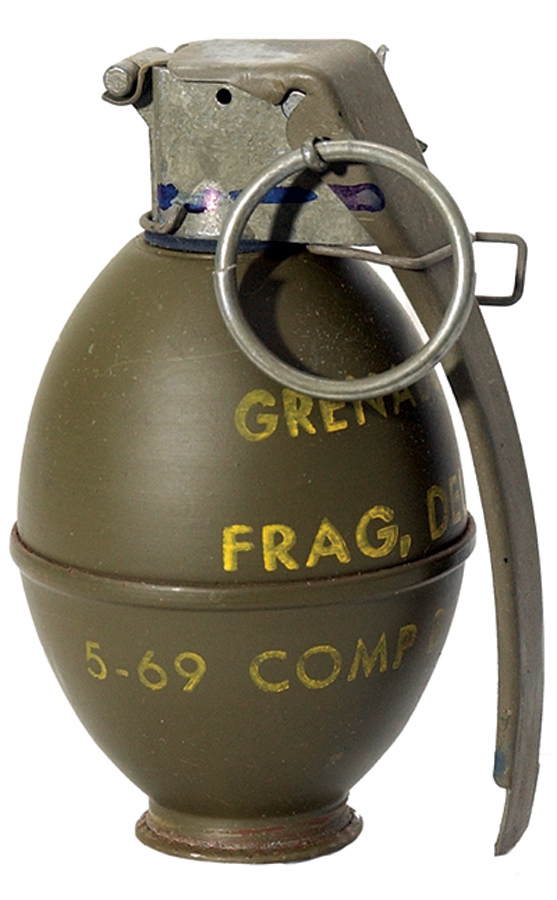
Die namensgebende Splitterhandgranate (engl.: fragmentation grenade) M61

Der Ursprung des Begriffs liegt in den Zeiten des Vietnamkriegs. Fragging bezeichnete das Töten oder Verwunden von eigenen, als inkompetent wahrgenommenen Vorgesetzten mit Hilfe einer Splitter-Handgranate (englisch fragmentation grenade; kurz frag-grenade oder frag), die nachts oder während eines Angriffs in ein Zelt oder einen Schützengraben geworfen wurde. Die Aktion wurde dann offiziell auf Feindbeschuss geschoben. Diese extreme Maßnahme stellte die Ultima Ratio dar, um die eigene Einheit vor einem Befehlshaber zu schützen, der seine Untergebenen durch Unfähigkeit oder Übermut gefährdete.
Später tauchte der Begriff in Untergrundcomics wie zum Beispiel Lobo auf und fand schließlich als Slangbezeichnung auch Einzug in Videospiele. Maßgeblich vorangetrieben wurde diese Adaption vermutlich durch einen der ersten Ego-Shooter, id Softwares Doom: Im Mehrspieler-Modus dieses Spiels konnten sich die Spieler, deren Spielfiguren Mitglieder einer Einheit der Marines darstellten, in einem alternativen Spielmodus auch gegenseitig bekämpfen. Gezählt wurden die getöteten Mitglieder der eigentlich eigenen Einheit als „Frags“. Vor allem in neueren Spielen wird das Wort Frag zunehmend durch „Score“ (engl. Punktestand) ersetzt, um die Spiele so geringfügig zu entschärfen. Beispielsweise war in Unreal Tournament 2003 im Endpunktestand noch „Frags“ zu lesen, im Nachfolger Unreal Tournament 2004 wurde dies durch „Score“ ersetzt.

## Konzept
Frags werden wie Punkte gezählt. Während man durch das Fraggen der Spielfiguren anderer Spieler Punkte gewinnt, kann man in manchen Spielen Frags auch wieder verlieren. Dies passiert zum Beispiel dann, wenn ein Spieler seine Spielfigur absichtlich oder versehentlich selbst tötet. Es kann auch Abzüge dafür geben, in Teamspielen Spielfiguren der Mitglieder des eigenen Teams zu töten.
Dagegen verliert man in den meisten Spielkonzepten keine Frags, wenn die eigene Spielfigur von einem anderen Spieler getötet wird. Dies führt zu der spieltheoretischen Konsequenz, dass man am Kampfgeschehen teilnehmen sollte, falls man dem Gegner nicht vollkommen unterlegen ist, denn der mögliche Nutzen (ein Frag) überwiegt den möglichen Schaden (verlorene Zeit und Waffen durch den Respawn und ein Frag für den Gegner, der möglicherweise nicht erstplatziert ist).

## Besondere Fälle
Neben dem Tod durch Waffen gibt es aber noch einige andere Fälle:
- Selfkill (selten: Self-Frag). Passiert, wenn man mit einer der eigenen virtuellen Waffen seine Trefferpunkte auf Null herabsetzt, z. B. durch Werfen einer Granate oder Schießen mit einem Raketenwerfer direkt vor sich auf den Boden.
- Stürze (entweder aus großer Höhe, Stürze ins Leere oder in gefährliche Substanzen) werden üblicherweise als Selfkill gezählt. Punkte können jedoch auch dem Gegner gutgeschrieben werden, falls dieser die Spielfigur des Spielers von einer Plattform geschossen hat und somit für den Sturz verantwortlich war (z. B. Unreal, Ricochet).
- Ertrinken wird dadurch simuliert, dass der Spielfigur des Spielers nach einiger Zeit unter Wasser kontinuierlich Trefferpunkte abgezogen werden. Sinken diese bis auf Null, wird das üblicherweise als Suizid gezählt.
- Telefrags sind besondere Frags. Üblicherweise kann nur eine Spielfigur zur selben Zeit an einem bestimmten Ort sein, die physikalischen Grenzen der Spielfiguren werden durch sogenannte Hitboxen bestimmt. Überschneiden sich diese absichtlich oder unabsichtlich, wird eine oder werden beide Spielfiguren getötet. Absichtliche Telefrags spielen vor allem in Quake und Unreal eine Rolle. Selbiges kann auch beim „Spawnen/Respawnen“ einer Spielfigur passieren, wenn sich bereits eine andere Spielfigur zufällig an derselben Position befindet. Dies passiert vor allem auf kleinen Maps mit vielen Spielern sehr oft, wenn der Spawnpunkt oder ein Teleporter nicht schnell genug verlassen wird. In allen Fällen wird aber diejenige Spielfigur virtuell getötet, welche sich zuerst an einer entsprechenden Position aufgehalten hat.

## Weitere Begriffe
Als Slangbezeichnungen werden oft auch folgende Begriffe, als Besonderheiten eines Frags, verwendet:
- Entry Frag: Als Entry Frag wird meist der erste Frag einer Spielrunde bezeichnet. Er wird auch als „First Blood“ bezeichnet.
- Teamfrag bezeichnet das (versehentliche) Töten eines eigenen Teammitgliedes.
- Refrag bezeichnet die Situation, wenn ein Spieler einen anderen aus dem gegnerischen Team tötet oder dazu beiträgt (sog. „Assists“) und unmittelbar danach von einem Teammitglied des verstorbenen Spielers getötet wird.
- Ein Wallfrag ist das Töten eines Gegners durch eine Deckung hindurch. Diese Deckungen müssen entsprechend Kugeldurchlässig sein, typischerweise zählt dazu Holz, Vegetation oder auch durch den Rauch einer Rauchgranate hindurch. Eine weitere Bezeichnung für diese Situation ist „Wallbang“.